# Cryptoparachtes adzharicus
Cryptoparachtes adzharicus is een spinnensoort in de taxonomische indeling van de celspinnen (Dysderidae).
Het dier behoort tot het geslacht Cryptoparachtes. De wetenschappelijke naam van de soort werd voor het eerst geldig gepubliceerd in 1992 door Dunin.